# Wälsungenblut

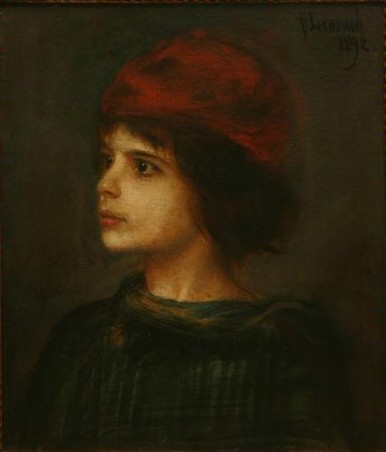
Katia Pringsheim, die, zusammen mit ihrem Zwillingsbruder Klaus, Thomas Mann zu seinem Wälsungen-Geschwisterpaar Sieglind und Siegmund inspiriert haben soll.
(Gemälde von Franz von Lenbach, 1892)

Wälsungenblut ist eine Novelle von Thomas Mann. Sie entstand 1906, wurde aber erst 1921 veröffentlicht und persifliert Richard Wagners Musikdrama Die Walküre, indem sie die snobistische Selbstverliebtheit und inzestuöse Beziehung des reichen, jüdischen Zwillingspaars Siegmund und Sieglind beschreibt. Der Titel spielt auf eine Stelle in der Walküre an, in der Siegmund seine Zwillingsschwester Sieglinde mit den Worten „Braut und Schwester bist du dem Bruder / so blühe denn, Wälsungenblut“ zum Inzest (und Ehebruch) auffordert. Die Wälsungen sind ein sagenhaftes germanisches Geschlecht.
Die Erzählung gehört wegen stereotyper, als antisemitisch bewerteter Vorstellungen und Charakterzeichnungen zu den umstrittensten Werken Thomas Manns, der wegen Verstimmungen im Hause Pringsheim eine beabsichtigte Veröffentlichung in der Neuen Rundschau verhinderte.

## Inhalt
Herr Aarenhold ist ein jüdischer Privatmann, der vor Zeiten als Bergwerksunternehmer einen „gewaltigen und unversiegbaren Goldstrom in seine Kasse gelenkt“ hat. In seiner Villa leben noch dessen erwachsene Kinder Kunz und Märit sowie die neunzehnjährigen Zwillinge Siegmund und Sieglind. Während die älteren Geschwister ihren Berufen bzw. ihrer Ausbildung nachgehen – Kunz ist beim Militär, Märit studiert Jura –, verachten die Zwillinge bürgerliche Normalität und Karrieredenken. Vom Schicksal verwöhnt, sind sie ausschließlich mit sich selbst beschäftigt und lieben „einander um ihrer erlesenen Nutzlosigkeit willen. Aber was sie sprachen, war scharf und funkelnd gefügt“. 
Siegmund hat das Studium der Kunstgeschichte wieder aufgegeben, nicht nur weil die Kommilitonen für seine Geruchsnerven zu selten badeten, sondern auch weil er sein nur mittelmäßiges Zeichentalent selbst erkannt hat und weit davon entfernt ist, „feurige Erwartungen in sein Künstlertum zu setzen.“ Sieglind ist verlobt und soll demnächst den Ministerialbeamten von Beckerath heiraten. Dieser wird gleich zu Beginn der Erzählung – er ist bei Aarenholds zum großbürgerlichen zweiten Frühstück geladen – erbarmungslos von den spitzzüngigen Geschwistern aufs Korn genommen, ohne ihnen auch nur im mindesten rhetorisch gewachsen zu sein. Seine Reaktion bleibt matt, und die Zwillinge, voller Verachtung für seine „triviale Existenz“, erwarten auch gar nichts anderes von ihm: „Sie ließen seine arme Antwort gelten, als fänden sie, daß sie ihm angemessen sei und daß seine Art die Wehr des Witzes nicht nötig habe.“ Als Siegmund mit gespielt formeller Höflichkeit Beckerath um dessen „Huld und Gnade“ bittet, seiner Schwester zu erlauben, am selben Abend gemeinsam mit ihrem Bruder noch ein letztes Mal vor der Hochzeit Richard Wagners Walküre besuchen zu dürfen, und der Verlobte freundlich zustimmt, stellt sich heraus, dass Siegmund die Eintrittskarten längst besorgt hat.
Am Abend beginnt es zu schneien. Während draußen die Flocken fallen, besteigen die Zwillinge die sanft durchwärmte Kutsche. „Sie waren im Herzen der Stadt. Lichter stoben hinter den Gardinen vorbei. Rings um den taktfesten Hufschlag ihrer Pferde, um die lautlose Geschwindigkeit ihres Wagens, der sie federnd über Unebenheiten des Bodens trug, brauste, gellte und dröhnte das Triebwerk des großen Lebens. Und abgeschlossen davon, weichlich bewahrt davor, saßen sie still in den gesteppten, braunseidenen Polstern, - Hand in Hand“.
In der Oper angekommen, begegnen sie, nicht zum ersten Mal, in den nordischen Götterkindern Siegmund und Sieglind ihren eigenen Spiegelbildern und erleben triumphierend mit, wie Sieglind durch einen starken Zaubertrank den verhassten Hunding, den man ihr als Ehemann aufgezwungen hat, in einen Tiefschlaf versetzt, um sich anschließend ganz ihrer Leidenschaft für Siegmund hingeben zu können. Fasziniert lauschen die Zwillinge dem musikalischen Liebesrausch ihrer Ebenbilder. In den Theaterpausen sprechen sie fast nichts und lutschen, während sie wie in Trance über Gänge und Treppen langsam dahinwandeln, scheinbar gleichgültig an ihren eigens mitgebrachten „Kognak-Kirschen“ und „Maraschino-Bonbons“.
Auf dem Heimweg sitzen die beiden wieder schweigend in der Kutsche, „abgeschlossen vom Alltag“. Nichts kann sie erreichen, „was sie der wilden, brünstigen und überschwenglichen Welt hätte abwendig machen können, die mit Zaubermitteln auf sie gewirkt, sie zu sich und in sich gezogen.“ Sie trennen sich nach einem raschen und wortkargen Beisammensein am Abendessenstisch, doch ist für Siegmund, der sich in sein Schlafzimmer zurückgezogen hat, klar, dass Sieglind noch einmal erscheinen und ihm, wie immer, eine gute Nacht wünschen wird. Vor dem Spiegel beginnt er, die vorhin gesehenen Theaterposen auszuprobieren, begibt sich, wie sein Opernvorbild, mit tragisch schleppenden Schritten zu dem Bärenfell, das auf dem Boden liegt, und lässt sich dort, „versunken in den Anblick seines eigenen Spiegelbildes“, wie erschöpft nieder. Als Sieglind, schon halb entkleidet für die Nacht, zu ihm kommt, ist sie zunächst entsetzt, da sie glaubt, er habe sich verletzt oder sei krank. Besorgt wie ihr germanisches Bühnenvorbild, kniet sie neben ihm nieder und beginnt ihn zu streicheln. „Ihr aufgelöstes Haar fiel hinab auf ihren offenen, weißen Frisiermantel. Unter den Spitzen ihres Mieders sah Siegmund ihre kleinen Brüste, deren Hautfarbe wie angerauchter Meerschaum war.“ 
Zunächst versucht sich Siegmund noch ihrer Küsse zu erwehren. Als er sie jedoch „genauso betrachtet, wie er zuvor sich selbst betrachtete“, und erneut erkennt, dass „sie ganz wie er ist“, brechen alle Schranken. Gleichsam wie in einem „Racheakt“ gegen den plumpen Hunding alias Beckerath berauschen sich beide „wie Hoffnungslose“ an ihren „Liebkosungen, die übergriffen und ein hastiges Getümmel wurden und zuletzt nur ein Schluchzen waren“.
Noch wie betäubt kommt man wieder zu sich. Nach Sieglinds verlegener Frage, was denn nun mit Beckerath sei, findet Siegmund nach anfänglicher Sprachlosigkeit wieder zur alten Wortgewandtheit zurück und erklärt gleichzeitig die inzestuöse Beziehung der Geschwister zum zukünftigen Dauerzustand: „Dankbar“ solle Beckerath sein. „Er wird ein minder triviales Dasein führen, von nun an.“

## Veröffentlichung
Die Novelle sollte in der Literaturzeitung Neue Rundschau 1906 erstveröffentlicht werden, doch zog Thomas Mann sie nach einem Gespräch mit seinem Schwager Klaus Pringsheim am 15. Dezember kurzfristig zurück, da er Auseinandersetzungen mit der Familie seiner Frau Katia fürchtete, falls das Werk von der Öffentlichkeit als Schlüsselerzählung verstanden werden sollte. 
Wie die Titelfiguren, die in der Erzählung eine inzestuöse Beziehung eingehen, waren Katia und ihr Bruder Klaus Zwillinge und entstammten einer wohlhabenden jüdischen Familie. Die Januarausgabe der Neuen Rundschau musste daraufhin neu gedruckt werden. Nach den Erinnerungen verschiedener Zeitzeugen sollen allerdings Makulaturbogen der Novelle, die als Packpapier für andere Bücher des Fischer-Verlags verwendet worden waren, vom Mitarbeiter einer Münchner Buchhandlung aufbewahrt worden sein, so dass Gerüchte über den Inhalt der Geschichte in München die Runde machten, auch sollen private Abschriften der Geschichte zirkuliert haben.
Erst 1921 erschien die Erzählung in Buchform, illustriert von Thomas Theodor Heine, als Privatdruck im Phantasus-Verlag. Diese Ausgabe wurde 1975 vom Aufbau Verlag Berlin und Weimar als fotomechanischer Nachdruck publiziert. 1958 wurde die Erzählung in die Stockholmer Gesamtausgabe der Werke Manns aufgenommen. Gegenüber der Urfassung hat Mann den Schluss in den später publizierten Versionen entschärft und die Schlusspointe „Beganeft haben wir ihn, den Goi!“  durch die oben aufgeführte Formulierung ersetzt. Die Bezeichnung beganeft verdankte Thomas Mann Katias Vater Alfred Pringsheim. Allerdings wusste der Schwiegervater nicht, was sein Schwiegersohn im Sinn hatte, als dieser ihn nach einem jiddischen Ausdruck für einen gehörnten Bräutigam fragte. Katia Mann äußerte hierzu 1973 in ihren Ungeschriebenen Memoiren: „Wenn Thomas Mann den Eindruck gehabt hätte, zwischen mir und meinem Bruder bestünde eine unerlaubte Beziehung, hätte er sich sofort von mir getrennt oder es verschwiegen, aber es doch nicht in einer Novelle der Welt bekanntgegeben. Es war sonnenklar, daß etwas Derartiges nicht bestanden haben konnte.“

## Interpretation
Die Figur des Siegmund ist geprägt von extremem Ästhetizismus und Narzissmus. „Er ist ein décadent par excellence. Nach dem Muster des 1884 erschienenen Romans À Rebours von Huysmans, der bald als Manifest der décadence galt, lebt Siegmund mit seiner Schwester Sieglind 'gegen den Strich' - à rebours - der verachteten bürgerlichen Normalität.“ 
Er pflegt sich stundenlang vor seinem Spiegelkabinett, pudert und parfümiert sich, rasiert sich zweimal täglich und wechselt mehrmals die Krawatte. Er wird deutlich androgyn gezeichnet und kann sich daher in seiner Schwester wiederfinden: „Du bist ganz wie ich.“ So demonstriert die Vereinigung mit der Schwester weniger einen inzestuösen Akt als narzisstischen Selbstgenuss. 
Der auf dem kitschigen Eisbärenfell vollzogene Inzest – „eine Chiffre steriler Selbstverfallenheit“, die auf einen „unschöpferischen Habitus“ hindeutet und deshalb ein „Lieblingsmotiv der Epoche“ wurde – enthält darüber hinaus einen ironischen Seitenhieb Thomas Manns auf den Ästhetizismus seiner Zeit. Denn Siegmund kann in seiner Selbststilisierung das auf der Bühne Erlebte nur unbeholfen nachahmen (auch der Inzest in der Walküre geschieht auf einem Bärenfell), nicht aber selbst künstlerisch produktiv tätig werden. Daran hindert ihn der Reichtum: „Er war zu scharfsinnig, um nicht zu begreifen, dass die Bedingungen seines Daseins für die Entwickelung einer gestaltenden Gabe nicht eben die günstigsten waren.“ Denn „die Ausstattung des Lebens war so reich, so vielfach, so überladen, dass für das Leben selbst beinahe kein Platz blieb.“ – Der Luxus des bürgerlichen Lebens legt gleichsam die schöpferischen Fähigkeiten Siegmunds lahm. Und der Autor erübrigt noch so viel Sympathie für seine Negativfigur, dass er sie im instinktiven Leiden an ihrem schöpferischen Manko das typisch mannsche Künstler-Credo erkennen lässt:

„Ein Schmerz war in Siegmunds Brust, ein Brennen oder Zehren, irgend etwas wie eine süße Drangsal - wohin? wonach? Es war so dunkel, so schimpflich unklar. Er fühlte zwei Worte: Schöpfertum ... Leidenschaft. Und während die Hitze in seinen Schläfen pochte, war es wie ein sehnsüchtiger Einblick, daß das Schöpfertum aus der Leidenschaft kam und wieder die Gestalt der Leidenschaft annahm. [...] Er sah sein eigenes Leben an, dies Leben, das sich aus Weichheit und Witz, aus Verwöhnung und Verneinung, Luxus und Widerspruch, Üppigkeit und Verstandeshelle, reicher Sicherheit und tändelndem Haß zusammensetzte, dies Leben, in dem es kein Erlebnis, nur logisches Spiel, keine Empfindung, nur tötendes Bezeichnen gab.“

Hier deutet sich der für das Werk Thomas Manns so konstitutive Künstler-Bürger-Konflikt an. Auch Thomas Mann befürchtete, durch den Luxus, den die Heirat mit Katia Pringsheim für ihn brachte, seine künstlerische Produktivität zu verlieren. Denn über jenem sorgenfreien Leben schwebte für ihn auch immer das Damoklesschwert des drohenden Dilettantismus. Allerdings war sich Thomas Mann ebendieser Gefahr nicht nur bewusst, sondern konnte sich – im Gegensatz zu Siegmund – den Wohlstand zu Nutze machen: „Ach, Reichtum ist doch eine gute Sache […]. Ich bin Künstler genug, corruptibel genug, um mich davon bezaubern zu lassen.“ Denn die Grundlage für sein Künstlertum ist immer die Leidenschaft, die er sich auch angesichts der neuen, verbesserten Lebensumstände beibehalten möchte.

## Verfilmung
Die Novelle wurde 1964 unter der Regie von Rolf Thiele unter dem gleichen Titel verfilmt. Darsteller waren: Rudolf Forster (Graf Arnstatt) – Margot Hielscher (Gräfin Isabella) – Michael Maien (Siegmund) – Gerd Baltus (Beckerath) – Elena Nathanael (Sieglind). Die Sängerin Ingeborg Hallstein hatte einen Gastauftritt in der kleinen Rolle der Comtess Märit Arnstadt.